# Santa Lucía en Piazza d'Armi (título cardenalicio)
Santa Lucía en Piazza d'Armi es un título cardenalicio de la Iglesia Católica. Fue instituido por el papa Pablo VI en 1973 con la constitución apostólica Quandoquidem auctis.

## Titulares
- Timothy Manning (5 de marzo de 1973 - 23 de junio de 1989)
- Frédéric Etsou-Nzabi-Bamungwabi, C.I.C.M. (28 de junio de 1991 - 6 de enero de 2007)
- Théodore-Adrien Sarr (24 de noviembre de 2007)